# 曹如結
曹如结，字继鹏，号云门，河南歸德府永城县人。明朝政治人物、進士出身。

## 生平
公生聪颖好学，事亲孝，抚幼弟在襁褓中，教诲婚娶无不周至。性俭约，服饰未尝少侈。弟殁，姪亦幼，公养视扶植，與子無二。万历二十二年（1594年）甲午河南乡試舉人，二十六年（1598年）戊戌进士，除陝西长安令。为省会要地，吏事繁剧，公游刃优裕无所滞。阁邑有重税隶于大璫，朘削逋系为民苦，公悉罢其征，岁以所却羡金三千两抵之。盩厔令以法笞璫奴，致璫窘，公愤争竟日，璫气折，竟毁牍。邑有大憝为关西渠恶，公廉知之，密令邑丞械致，榜杀之。召入主武选政，未几以直忤权要出为萧邑尉，以病家居十馀年，日与故旧觞咏林泉间，未尝以一牍干谒守令。或有公议，则侃况正论不忌。复起泗水令，以疾辞，归里而殁。

## 家族
其先世自鳳陽徙居徐州之砀山，复自砀山而居永城。